# 데이 오브 인퍼미
《데이 오브 인퍼미》(Day of Infamy)는 Steam에서 서비스 중인 사실주의 2차 세계대전 FPS 게임이다.
New World Interactive에서 개발, 배급하였고 2017년 3월 23일 정식 출시되었다.

## 데이 오브 인퍼미
“Day of Infamy gets the cinematography of war just right.”
Rock, Paper, Shotgun
“Day of Infamy is a solid game with a developer that is showing a lot of love for their work.”
[[Steam://openurl external/https://steamcommunity.com/linkfilter/?url=http://www.wargamer.com/reviews/review-day-of-infamy/%7CWargamer%5B깨진+링크(과거+내용+찾기)%5D]]
“Day of Infamy does justice to the classic WWII mod that inspired it.”
PC Gamer
메타스코어 77 유저스코어 8.7
Metacritic

## 전쟁에 짓밟힌 유럽 전역의 전투
팀워크 지향의 목표물을 강조하는 하드코어 게임플레이와 9가지 전문 플레이어 클래스의 높은 치명적 총싸움을 경험하세요. 위치를 확보하고, 적의 장비를 파괴하며, 적의 장교를 암살하고, 7가지 플레이어 대 플레이어 게임 모드와 3가지 AI 대항 협력 모드로 진군하세요.
유럽 전역의 2차 세계대전을 바탕으로 14가지 레벨로 강화된 해두보, 전쟁에 폐허가 된 마을, 파괴된 도시 및 눈 덮인 숲을 헤쳐나가며 싸우세요.
주변의 아군 플레이어와 적군 플레이어가 들을 수 있는 근접 VOIP, 그리고 장착 가능한 무선 백팩을 통한 더 폭넓은 VOIP 커뮤니케이션을 이용하여 교신하세요.

## 진짜 같은 장비 사용
톰슨 기관단총부터 PIAT 폭탄 발사기, FG42 자동 소총 및 화염방사기까지 모든 것을 포함하여 60가지 이상의 무기를 사용하십시오.총검, 유탄 발사기, 스트리퍼 클립, 확장 탄창, 투석기, 옷 등으로 무기를 구성하십시오.
팀메이트와 협력하여 폭발물, 연막, 소이탄 포격 지원 및 융단 폭격, 수투카 급강하 폭격기, 태풍 로켓 공습, P-47 기관총 발사 및 보급품을 요청하세요.

## 새로운 유닛 잠금 해제
순위를 높이고 101 공수사단, No. 2 코만도, 및 1과 같은 미 육군, 영연방 및 독일 국방군의 33가지 플레이 가능 유닛을 잠금 해제하세요. Fallschirmjäger 사단.미국, 영국, 독일, 캐나다, 호주, 스코틀랜드, 인도, 아프리카계 미국인 캐릭터 등 역사적인 군 부대의 8000가지 이상의 음성을 들어보세요.

## 새로운 컨텐를 경험해 보십시오
지도, 특징 등 새로운 공식 컨텐츠 업데이트를 무료로 받으세요.스팀 워크샵에서 커뮤니티에서 만든 1,200가지 이상의 모드, 레벨, 사운드 팩, 무기 스킨, 캐릭터 스킨 및 기타 맞춤 컨텐츠를 다운로드하세요.

## 지원 운영체제
Windows, Mac OS X, SteamOS + Linux

## 게임플레이
COOP 모드와 PVP 모드가 있으며 미군, 영국군, 독일군 총 세 진영이 등장한다.
각 진영은 똑같은 클래스(보직)를 가지고 있고 다른점은 무기 뿐이다.
각 클래스 마다 효율적인 플레이 방식이 있으며 게임을 승리할 수 있는 방법은 적군의 티켓을 모두 소모시켜 0으로 만들고 모두 사살하거나, 화면 중앙 - 하단에 있는 목표를 완수하는 것이다.

## 팁
시작 고급 옵션에서 "-language korean" 을 집어넣으면 부분 한글로 게임을 즐길 수 있다. 그러나 이 명령어를 사용한 사람끼리 단체로 튕기는 현상이 있기 때문에 게임을 어떻게 해야 하는지 알게 되고 숙달 되었다면 제거하는 것을 추천한다.
"freq 80 -nojoy -high useallavailavlecores -malloc=system" 이 명령어를 집어넣으면 alt+tap으로 바탕화면으로 나온 후 다시 게임으로 돌아갈 때 발생하는 엄청난 랙이 눈에 띄게 줄어든다.